# شهرستان اچولز
شهرستان اچولز (به انگلیسی: Echols County) یک شهرستان‌های جورجیا در ایالات متحده آمریکا است که در جورجیا واقع شده‌است. شهرستان اچولز ۱٬۰۹۰٫۳۹ کیلومتر مربع مساحت دارد.